# Madzia missionsstation

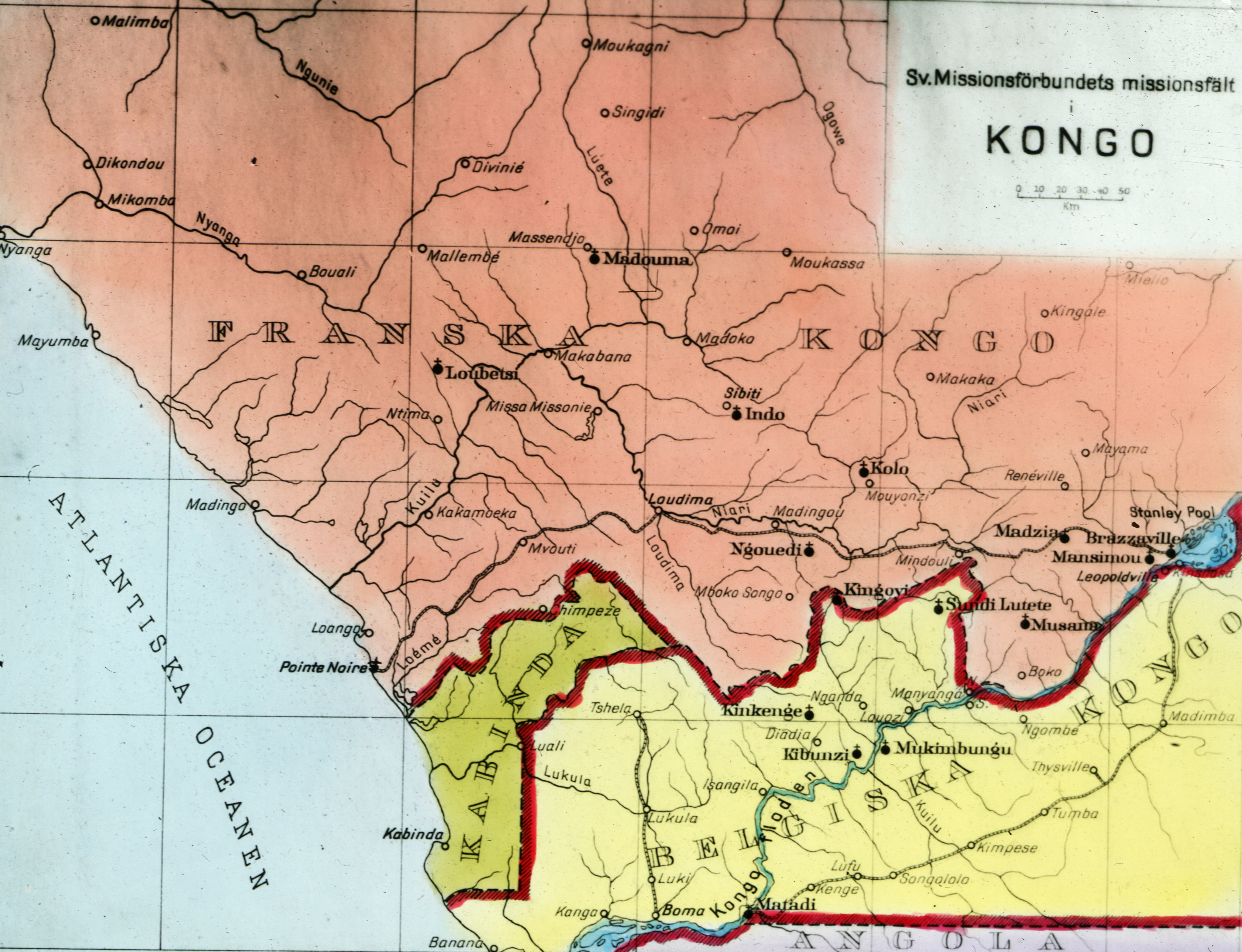
Svenska missionsförbundets missionsfält i Kongo, 1930. Madzia missionsstation syns strax väster om Brazzaville.

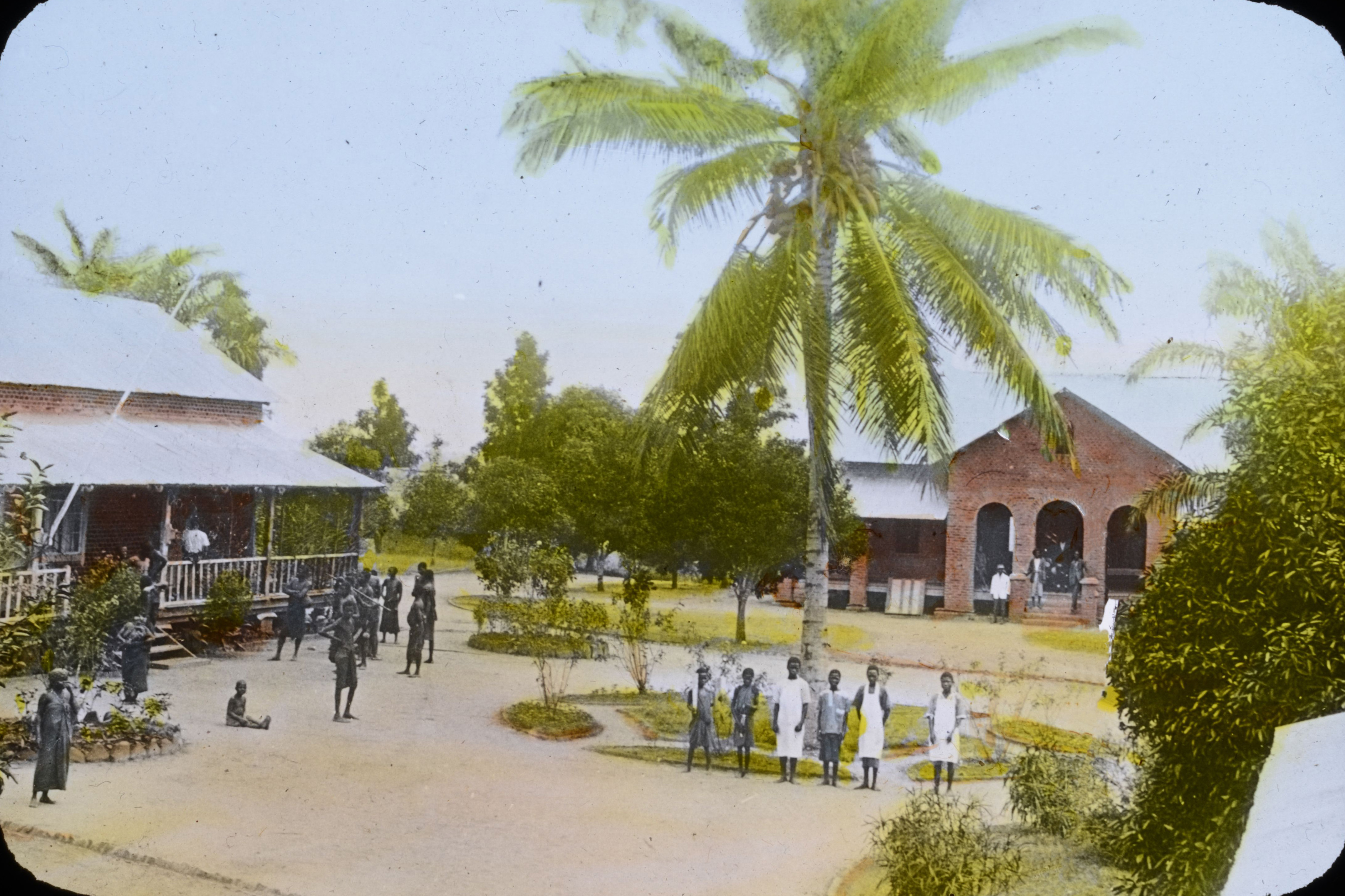
Gårdsplanen med missionärernas boningshus, Madzia missionsstation, 1926. Fotograf: Oskar Morfeldt

Madzia missionsstation (även Maziya) var den första av Svenska missionsförbundets (SMF) missionsstationer i Franska Kongo (nuvarande Kongo-Brazzaville). Den anlades 1909 vid byn Madzia av Johan och Maria Hammar.

## Rekognoseringar i Franska Kongo
Inom den svenska kongomissionen hade man tidigare etablerat stationer i Fristaten Kongo (Belgiska Kongo 1908-1960, nuvarande Kongo-Kinshasa). En konferens hölls 1906, 25 år efter det att de första missionärerna sändes ut av missionsförbundet, och vid denna konferens väcktes frågan om utvidgning av kongomissionens område norr- och österut till Franska Kongo. Samma år utrustades två expeditioner för att söka efter nya missionsfält i Kongo. Den första expeditionen leddes av missionärerna Johan Emil Cederblom och August Jansson. Denna expedition gick österut från Matadi-Maniangaområdet. Den andra expeditionen genomfördes i Franska Kongo. Även i denna deltog Johan Emil Cederblom men istället för Jansson var det Martin Westling som medföljde. Följande år, 1907 sändes ytterligare en expedition ut med Cederblom och Emil Ekström för att undersöka området öster och söder om Stanley pool (nuvarande Malebodammen). Cederbloms hälsa blev sämre under expeditionen. Han fick därför avbryta och Ekström fick avsluta expeditionen på egen hand. Han tog då vägen via södra delen av Franska Kongo. Vid missionärskonferensen i juli 1907 beslutades att man skulle uppta mission i Franska Kongo och en fjärde undersökningsresa, Mbamu-Pangalaexpeditionen 1908 genomfördes med missionärerna Teofil Ceder och Johan Hammar. Fransmännen exploaterade malmfyndigheter vid Mondouli och de planerade järnvägsförbindelser. Hammar drog då slutsatsen att det borde bli en järnvägsknutpunkt vid Madzia vilket talade för denna plats.

## Madziastationen grundas
Madzia missionsstation anlades av Johan Hammar och hans fru Maria år 1909. Den kom att kallas jubileumsstationen till följd av 25-årsjubileet av svenska kongomissionen. Paret Hammar avreste från Nganda missionsstation den 5 januari 1909 tillsammans med 52 bärare och anlände den 12 januari till Mbamou omkring 20 kilometer sydost om den blivande Madziastationen. De togs emot av hövdingen Matouba (eller Matoba). Platsen för stationen mättes upp, ett gästhus uppfördes och den 20 januari flyttade missionärerna upp till stationen tillsammans med 11 av bärarna från Nganda som valde att stanna kvar. En köksbyggnad uppfördes snart och ett år senare, 1910, uppfördes det första boningshuset i tegel.

## Stationen läggs ner men upptas på nytt
Köksbyggnaden brann ner 1913 och 1917 brann ännu en köksbyggnad. Till följd av en gräsbrand två år senare, 1919, brann flera hus, bland annat boningshuset, medicinhuset och ett pojkhus. Innan man hade hunnit bygga nytt boningshus slog blixten ned och antände magasinsbyggnaden. Den första gräskyrkan visade sig ganska snart vara för liten och 1920 vid påsktid invigdes en ny kyrka. Med tanke på alla bränder beslöt SMF 1920 att lägga ned Madzia. Arbetet kom dock att återupptas redan året därpå då makarna Gustaf och Ester Hult anlände och tog hand om verksamheten. 1922 uppfördes ett nytt boningshus.

## Missionärer vid Madzia
Utöver redan nämnda missionärer har följande svenska missionärer varit verksamma vid Madzia: Lydia och Svante Malmquist, Teofil Ceder, Anna Messing, Judith och Oskar Morfeldt, Jakob Bjerhagen, Efraim Andersson (1929-1932), Martin och Runa Lundström och Alf och Ebba Skoghed (1948-1958).